# 포항송곡초등학교
포항송곡초등학교는 대한민국 경상북도 포항시에 있는 공립 초등학교이다.

## 학교 연혁
- 2011.02.15 설립 인가
- 2012.03.01 포항송곡초등학교 개교(7학급 196명)
- 2012.03.01 초대 오승강 교장선생님 부임
- 2015.02.17 제3회 졸업식(남 55, 여 29, 계 84명)
- 2015.03.01 28학급 792명(특수 1학급 포함)

## 참고 자료
- 포항송곡초등학교 - 한국교육학술정보원 학교알리미